# Мікель Лопес Нуньєс
Мікель Лопес Нуньєс (ісп. Michel López Núñez, нар. 5 листопада 1976, Пінар-дель-Ріо) — кубинський боксер надважкої ваги, призер Олімпійських та Панамериканських ігор.
Мікель — старший брат Міхайна Лопеса, борця греко-римського стилю, триразового олімпійського чемпіона

## Спортивна кар'єра
1994 року Мікель Лопес став чемпіоном світу серед молоді, подолавши в фіналі Володимира Кличко. Однак закріпитися в складі національної збірної Куби тривалий час не міг через велику конкуренцію.
2003 року отримав змогу позмагатися на Панамериканських іграх, на яких зайняв друге місце, програвши в фіналі Джейсону Естрада (США).

### Виступ на Олімпіаді 2004
- У 1/8 фіналу переміг Рустама Саїдова (Узбекистан) — 18-13
- У чвертьфіналі переміг Джейсона Естрада (США) — 21-7
- У півфіналі програв Мухаммеду Алі (Єгипет) — 16-18 і отримав бронзову олімпійську медаль.